# Каневский, Хаим

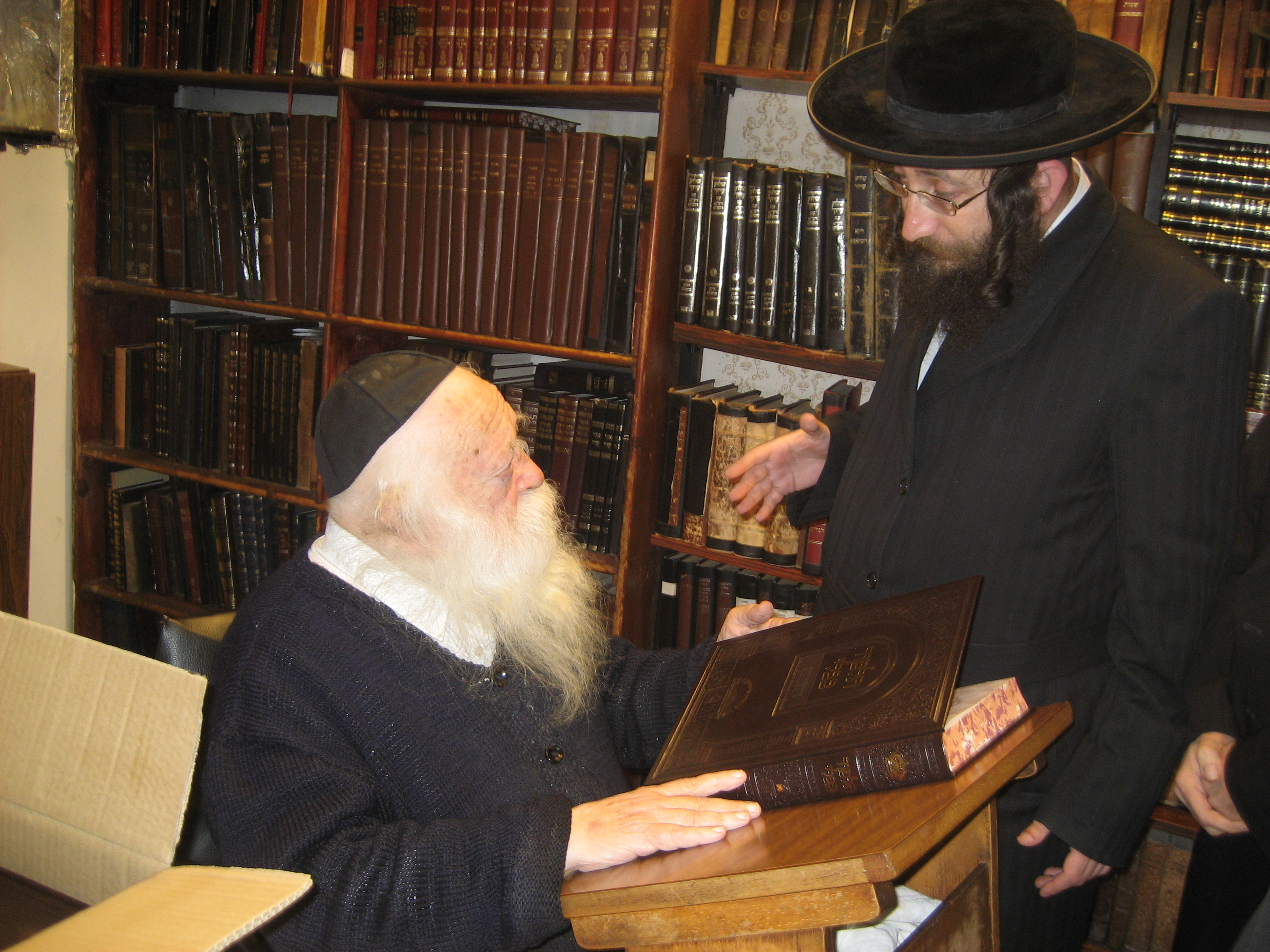

Хаим Каневский (ивр. שמריהו יוסף חיים קַנְיֶבְסְקִי‎; 8 января 1928, Пинск, Польша — 18 марта 2022, Бней-Брак, Израиль) — израильский раввин литовского направления. Автор многих галахических книг, наиболее известен своим трудом «Дерех Эмуна» о религиозных сельскохозяйственных законах, актуальных для Земли Израиля. Крупный авторитет мира ортодоксальных евреев, иногда его называют посеком и гаоном.

## Биография
Сын лидера литваков рава Яакова Исраэля Каневского («Стайплера») и его жены Мирьям, зять выдающегося раввина Йосефа Шалома Эльяшива. Получил религиозное образование.
Проживал в Бней-Браке, с 1951 состоял в браке. Пара имела восемь детей. Жена раввина Батшева Эльяшив скончалась в 2011 году. Став популярным раввином, много времени посвящал приёму населения, отвечая на вопросы визитёров. В 2010 году он был госпитализирован в реанимацию в связи с осложнениями после перенесённого воспаления лёгких.

### Смерть
Каневский скончался у себя дома в Бней-Браке от сердечного приступа в еврейский праздник Шушан Пурим 18 марта 2022 года в возрасте 94 лет. На его похоронах 20 марта 2022 года присутствовало более 800 000 скорбящих, что сделало их одними из крупнейших похорон в истории Израиля, уступающими только похоронам Овадьи Йосефа, на которых в октябре 2013 года присутствовало более 800 000 человек.

## Известные и резонансные мнения
Рав запретил iPhone (и смартфоны в целом) и призвал владельцев уничтожить свои аппараты, признал кошерной на Песах медицинскую марихуану, выступил против первоочередного оказания медицинской помощи тяжело раненным террористам, считая, что в данном случае даже у морали есть границы, и призвал бойкотировать этнических арабов, отказывая им в найме на работу.